# Liisi Karttunen
Elisabeth (Liisi) Karttunen, född 6 januari 1880 i Kides, död 20 augusti 1957 i Kides, var en finländsk historieforskare och diplomat.
Liisi Karttunens föräldrar var kaplanen, vice pastor Karl Karttunen och Eva Maria Telén. Karttunen arbetade i början av seklet i Rom i en grupp ledd av Henry Biaudet som undersökte Vatikanens arkiv. Karttunen skrev speciellt om Nordens och Vatikanens relationer och om katolska kyrkan under motreformationen.
Efter första världskriget arbetade Liisi Karttunen på Finlands ambassad i Rom, och under åren 1944–1948 på utrikesministeriet. 

## Utmärkelser
- Medalj av Finlands Vita Ros’ orden,  1933[3]
- Riddartecknet av Finlands Vita Ros’ orden,  1948[3]

[Redigera Wikidata]

## Verk
- Antonio Possevino: Un diplomate pontifical au XVI:e siècle, avhandling. Helsingfors 1908
- Chiffres diplomatiques des nonces de Pologne vers la fin du XVI:e siècle extraits des archives des princes Chigi, á Rome. Suomalainen tiedeakatemia, Helsinki 1911
- Erik Schnack, un converti suédois. Suomalainen tiedeakatemia, Helsinki 1911
- Grégoire XIII comme politicien et souverain. Suomalainen tiedeakatemia, Helsinki 1911
- Les nonciatures apostoliques permanentes de 1650 à 1800. Suomalainen tiedeakatemia, Helsinki 1912